# The Empty Sleeve, or Memories of Bygone Days
The Empty Sleeve, or Memories of Bygone Days è un cortometraggio muto del 1909 diretto da Van Dyke Brooke.

## Trama
Trama di Moving Picture World synopsis in (EN)  su IMDb

## Produzione
Il film fu prodotto dalla Vitagraph Company of America.

## Distribuzione
Distribuito dalla Vitagraph Company of America, il film - un cortometraggio in due bobine - uscì nelle sale cinematografiche statunitensi il 22 maggio 1909.
Nelle proiezioni, veniva programmato con il sistema dello split reel, accorpato in un'unica bobina con un altro cortometraggio prodotto dalla Vitagraph, He Couldn't Dance, But He Learned.